# Ingleton, Durham
Ingleton är en ort och civil parish i Storbritannien.   Den ligger i kommunen Durham i riksdelen England, i den centrala delen av landet, 400 km norr om huvudstaden London. Ingleton ligger 115 meter över havet och antalet invånare är 1 678.
Terrängen runt Ingleton är platt. Runt Ingleton är det tätbefolkat, med 493 invånare per kvadratkilometer. Närmaste större samhälle är Darlington, 13,4 km sydost om Ingleton. Trakten runt Ingleton består till största delen av jordbruksmark.